# Julio Gallardo (calciatore)
Julio Gallardo Saavedra (Villarrica, 16 maggio 1942 – Santiago del Cile, 21 giugno 1991) è stato un calciatore cileno, di ruolo attaccante.

## Carriera

### Club
Ha sempre giocato nel campionato cileno.

### Nazionale
Con la Nazionale cilena ha partecipato al Campeonato Sudamericano nel 1967.